# Verein für Geschichte und Altertumskunde Westfalens, Abteilung Münster

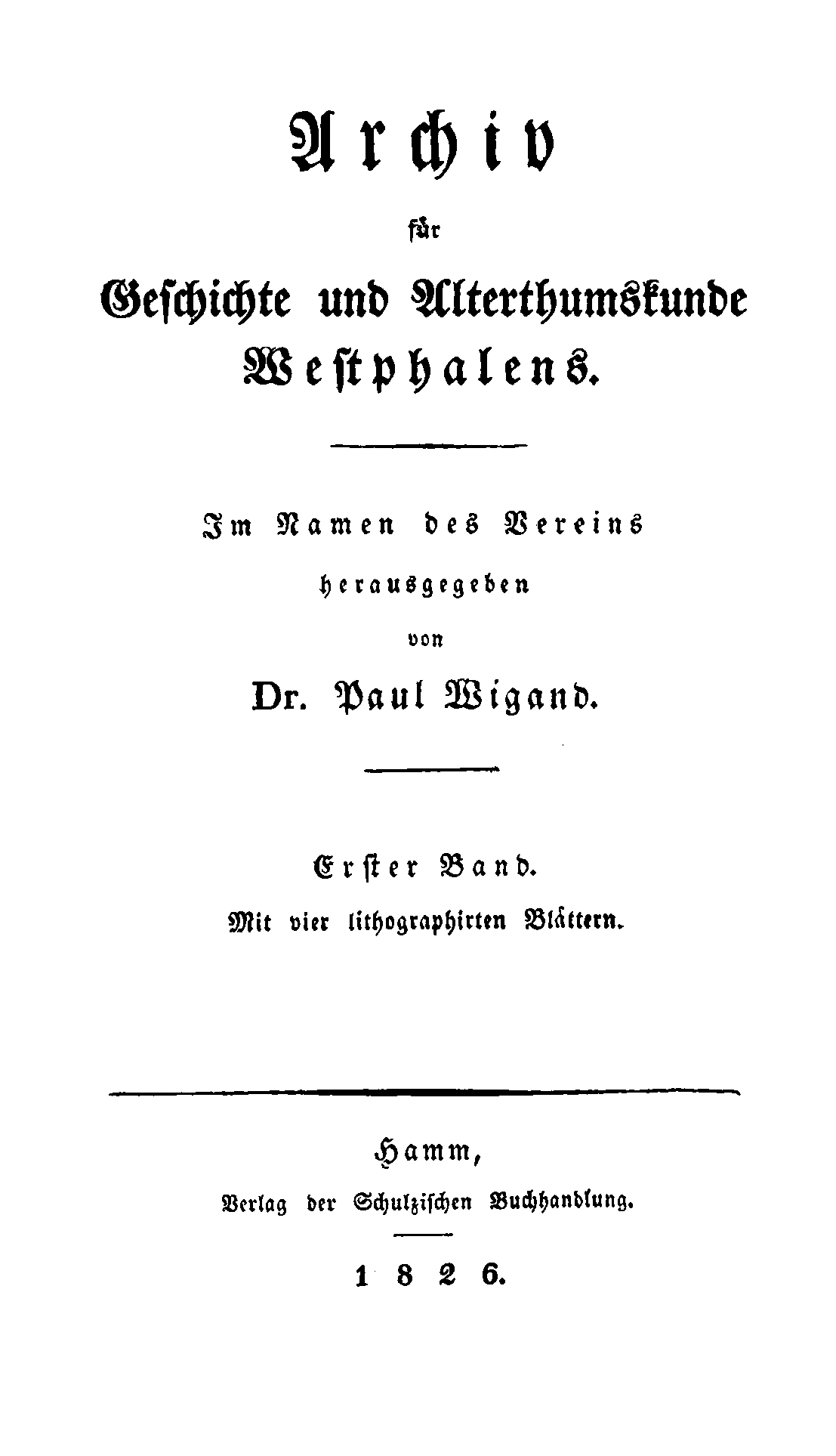

Verein für Geschichte und Altertumskunde Westfalens, Abteilung Münster e. V. är ett historiesällskap i Münster. 
Sällskapet grundedes 1825 och öppnade 1836 en första samling av arkeologiska fynd. Den 31 december 2012 hade sällskapet sammanlagt 1044 medlemmar. Det ger tillsammans med sitt systersällskap, Verein für Geschichte und Altertumskunde Westfalens, Abteilung Paderborn, sedan 1837 ut Westfälische Zeitschrift.

## Föreståndare
- 1825–1829 Friedrich Kohlrausch
- 1834–1851 Heinrich August Erhard
- 1851–1858 Caspar Geisberg
- 1858–1859 Bernhard Hölscher
- 1859–1866 Heinrich Geisberg
- 1866–1872 Hermann Heinrich Rump
- 1872–1874 Adolf Hechelmann
- 1875–1877 Heinrich Geisberg
- 1877–1880 Peter Beckmann
- 1880–1894 Adolf Tibus
- 1894–1898 Heinrich Finke
- 1898–1908 Anton Pieper
- 1909–1923 Wilhelm Eberhard Schwarz
- 1923–1928 Ludwig Schmitz-Kallenberg
- 1928–1941 Anton Eitel
- 1943–1946 Gerd Tellenbach
- 1946–1951 Anton Eitel
- 1951–1963 Karl Zuhorn
- 1963–1971 Joseph Prinz
- 1971–1979 Alfred Hartlieb von Wallthor
- 1979–1989 Erwin Iserloh
- 1989–2000 Hans-Joachim Behr
- 2000–2008 Franz-Josef Jakobi
- 2008– Mechthild Black-Veldtrup